# 魏建平
魏建平（1971年8月—），河南固始人，中华人民共和国政治人物。1993年7月参加工作，1996年5月加入中国共产党。1996年10月，魏建平担任平顶山市教委副科级秘书兼办公室副主任，从此进入政坛，先后担任教委团委书记、市委办公室综合科科长、舞钢市委书记、平顶山市副市长等要职。2019年12月调入洛阳工作，2021年6月调入新乡工作，现任新乡市市长兼市委副书记。